# Межин (Полицький повіт)
Межин (пол. Mierzyn) — село в Польщі, у гміні Добра Полицького повіту Західнопоморського воєводства.
Населення — 6146 осіб (2011).

## Демографія
Демографічна структура станом на 31 березня 2011 року:
|          | Загалом | Допрацездатний вік | Працездатний вік | Постпрацездатний вік |
| -------- | ------- | ------------------ | ---------------- | -------------------- |
| Чоловіки | 3010    | 726                | 2085             | 199                  |
| Жінки    | 3136    | 677                | 2084             | 375                  |
| Разом    | 6146    | 1403               | 4169             | 574                  |